# Eteone columbiensis
Eteone columbiensis är en ringmaskart som beskrevs av Kravitz och Jones 1979. Eteone columbiensis ingår i släktet Eteone och familjen Phyllodocidae. Inga underarter finns listade i Catalogue of Life.